# Zakrzów Sarnowo
Zakrzów Sarnowo – przystanek kolejowy w Zakrzewie, w województwie warmińsko-mazurskim, w Polsce.

## Ruch pasażerski
| Rok  | Wymiana pasażerska na dobę |
| ---- | -------------------------- |
| 2017 | 0-9                        |
| 2022 | 0-9                        |